# Milan Smiljanić
Milan Smiljanić (en serbe en écriture cyrillique : Милан Смиљанић), né le 19 novembre 1986 à Kalmar (Suède), est un footballeur international serbe, évoluant au poste de milieu défensif au Partizan Belgrade.

## Palmarès

### En club
- Championnat de Serbie : 2011, 2012 et 2013 avec le Partizan Belgrade.

### En équipe nationale
- 6 sélections et 1 but avec l'équipe de Serbie entre 2007 et 2008.